# 阿拉伯谷

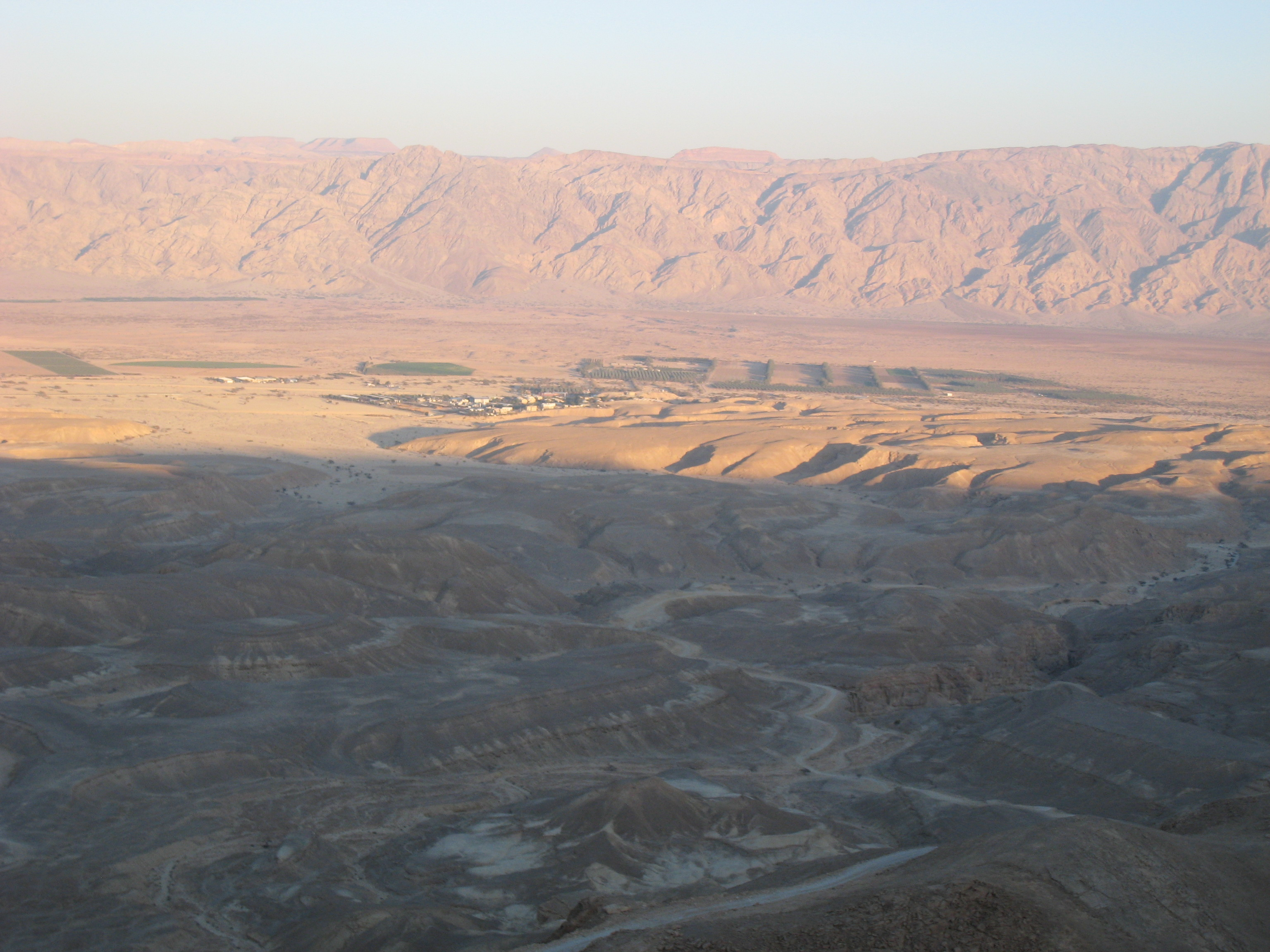
日落時的阿拉伯谷

阿拉伯谷（希伯來語：הערבה），是以色列和约旦之间的一条谷地，北接死海，南至红海的亚喀巴湾和埃拉特湾，是东非大裂谷的组成部分。
阿拉伯谷地全长166公里，最高点230米。谷地气候全年炎热干燥，人烟稀少，以色列一侧有少数定居点，约旦一侧几乎无人居住。古代该地区地理位置重要，传说所罗门王曾在此开矿，纳巴提王国曾控制过谷地的东部。阿拉伯的劳伦斯在第一次世界大战期间主要活动的瓦迪拉姆地区也在谷地东侧附近。
1994年10月26日，约以和约在此签订，此后两国计划共同开发阿拉伯谷，引红海海水灌溉。